# 번스 맨틀
번스 맨틀(Burns Mantle, 본명: 로버트 번스 맨틀, Robert Burns Mantle, 1873년 12월 23일 ~ 1948년 2월 9일)은 미국의 연극 평론가이다. 1920년 연간 출판지 베스트 플레이스(Best Plays)를 설립했다.
1873년 12월 23일 뉴욕주 워터타운에서 태어났다. 1892년, 캘리포니아주의 라이노타이프 머신 조작자로 일하다가 리포터가 됐다.
1890년대 말에 덴버 타임스의 드라마 평론가로서 일했다. 나중에 일리노이주 시카고로 옮긴 뒤 1911년 뉴욕주 뉴욕으로 옮겼다. 1922년까지 뉴욕 이브닝 메일에서 일하다가 1943년 은퇴할 때까지 데일리 뉴스에서 일했다.
1948년 2월 9일 위암으로 74세의 나이로 사망했다.